# Jon Ronson

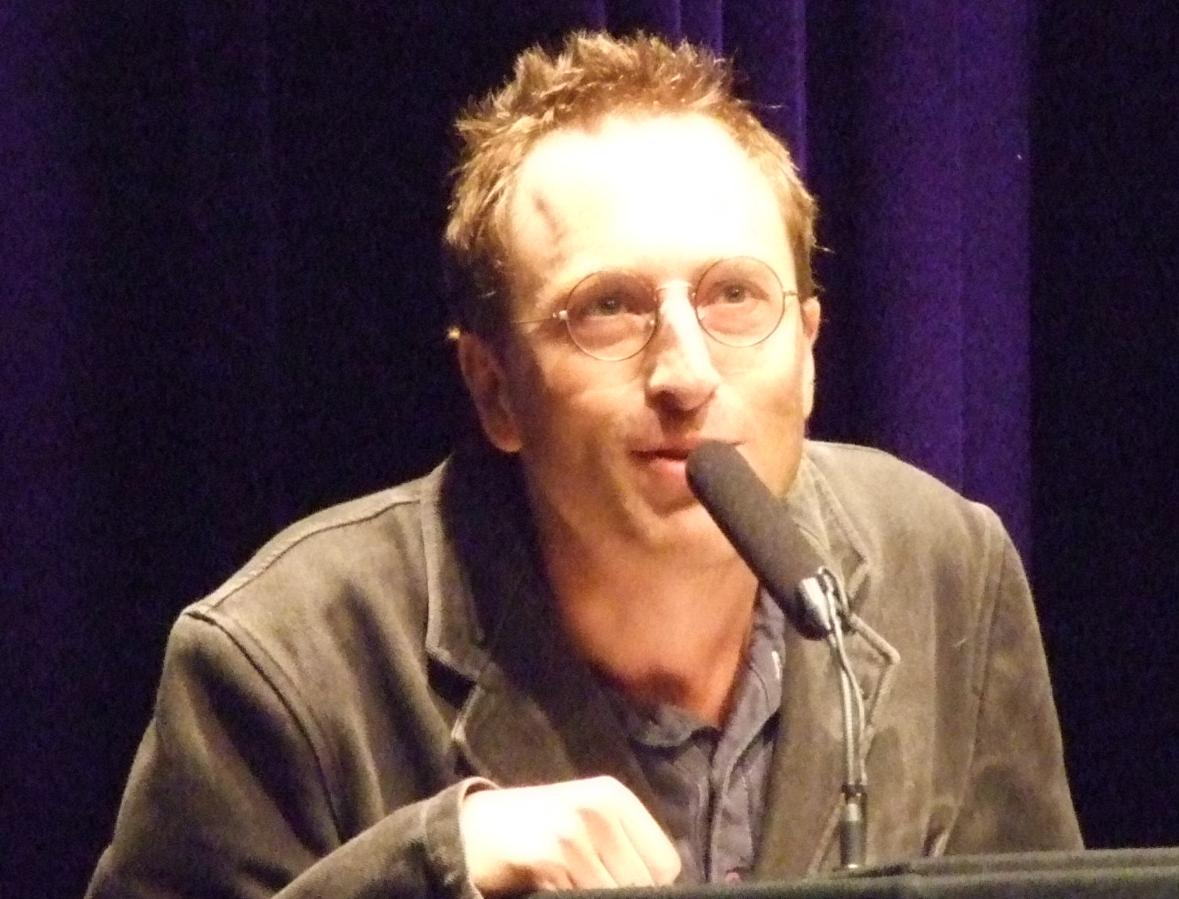
Jon Ronson, 2009

Jon Ronson (* 10. Mai 1967 in Cardiff, Wales) ist ein britischer Journalist, Autor und Dokumentarfilmer. Er gilt als Vertreter des investigativen sowie des Gonzo-Journalismus. Sein Stil wird als „pseudo-naiv“ bezeichnet.
Ronson befasst sich mit kontroversen und randständigen Themen, dem Debunking (d. h. der Entmystifizierung) von Verschwörungstheorien und modernen Mythen. Mehrere seiner Bücher wurden zu internationalen Bestsellern. Ronson leistet regelmäßig journalistische Beiträge für BBC Radio 4 und The Guardian. Seine BBC Radio 4-Reihe „Jon Ronson On…“ wurde viermal für den Sony Award vorgeschlagen.
Ronson ist Mitglied von Humanists UK.

## Werdegang
Nach dem Besuch der Cardiff High School arbeitete Ronson für den Sender „CBC Radio“ (später Capital South Wales) und zog dann nach London, wo er am Polytechnic of Central London (jetzt University of Westminster) Medienwissenschaften studierte.

## Werke (Auswahl)
- Them: Adventures with Extremists (2001), dt. 2007: Radikal – Abenteuer mit Extremisten
- The Men Who Stare at Goats (2004), dt. 2008: Durch die Wand : die US-Armee, absurde Experimente und der Krieg gegen den Terror; 2012 als Männer, die auf Ziegen starren
- The Psychopath Test: A Journey through the Madness Industry (2011), dt. 2012: Die Psychopathen sind unter uns: Eine Reise zu den Schaltstellen der Macht
- So you've been publicly shamed, dt. 2016: In Shitgewittern: wie wir uns das Leben zur Hölle machen
- The Elephant in the Room: A Journey into the Trump Campaign and the ’Alt-Right‘ (2016)

## Filmografie (Auswahl)
- The Secret Rulers of the World

## Audio
- The Last Days of August, siebenteiliger Podcast (11. April 2019) über die Umstände des Todes der kanadischen Pornodarstellerin August Ames.[7][8]

## Rezeption
- Ronsons Buch „Durch die Wand“ ist Grundlage des Films „Männer, die auf Ziegen starren.“ (2009)
- Im The Daily Telegraph stand 2011, alle Bücher Ronsons würden „in den Irrsinn abgleiten.“[3]

## Preise
- British Independent Film Award 2014, Kategorie „Bestes Drehbuch“[4]